# 门斯基什
门斯基什（法語：Menskirch，法語發音：[mɛnskiʁʃ]；洛林法兰克语：Menschkérch）是法国摩泽尔省的一个市镇，属于福尔巴克-布莱摩泽尔区。

## 地理
门斯基什（49°19'7"N, 6°25'30"E）面积4.48 平方千米，位于法国大東部大區摩泽尔省，该省份为法国东北部内陆省份，是洛林的一部分，西南接默尔特-摩泽尔省，东临下莱茵省，北与卢森堡和德国接壤。
与门斯基什接壤的市镇（或旧市镇、城区）包括：比比什、谢姆里莱德、达尔斯坦、肯普利什、圣弗朗索瓦-拉克鲁瓦。
门斯基什的时区为UTC+01:00、UTC+02:00（夏令时）。

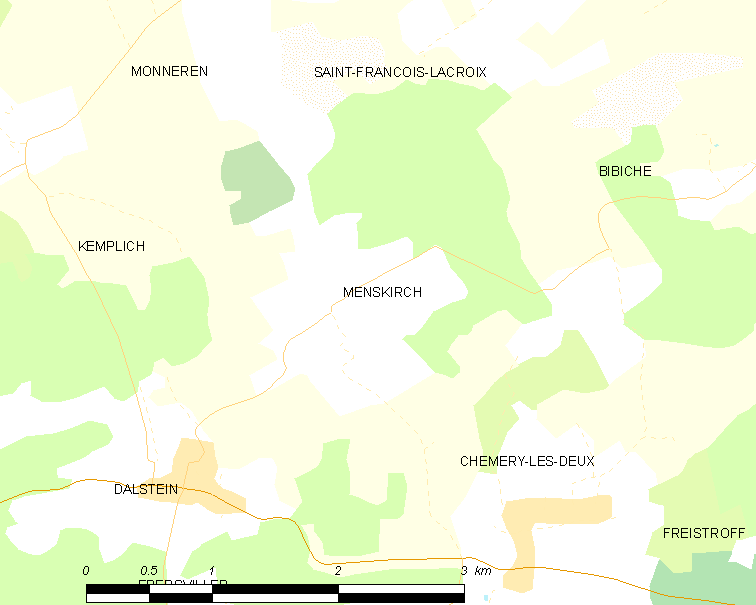
门斯基什的OSM定位图

## 行政
门斯基什的邮政编码为57320，INSEE市镇编码为57457。

## 政治
门斯基什所属的省级选区为布宗维尔县。

## 人口

1962-2008年间门斯基什人口变化图示

门斯基什于2022年1月1日时的人口数量为140人。